# Louise Weiss
Louise Weiss, född 25 januari 1893 i Arras i Pas-de-Calais, död 26 maj 1983 i Paris, var en fransk författare, journalist, rösträttsaktivist och medlem av Europaparlamentet (gaullist). 

## Biografi
Louise Weiss var mellan 1918 och 1934 redaktör för den utrikespolitiska tidskriften L'Europe nouvelle, och räknas som den första kvinnliga redaktören för en internationell tidning.
Weiss grundade och ledde 1934–1940 rösträttsrörelsen Les femmes nouvelles och ledde ett antal aktioner till stöd för kvinnlig rösträtt i Frankrike under 1930-talet, och var då en ledande gestalt i den franska rösträttsrörelsen. 
Louise Weiss valdes 1979 som ledamot till EU-parlamentet, och Europaparlamentets huvudbyggnad i Strasbourg har fått sitt namn efter henne.